# Monturque
Monturque é um município da Espanha na província de Córdova, comunidade autónoma da Andaluzia. Tem 32,83 km² de área e em 2021 tinha 1 948 habitantes (densidade: 59,3 hab./km²).

## Demografia
| Variação demográfica do município entre 1991 e 2004 | Variação demográfica do município entre 1991 e 2004 | Variação demográfica do município entre 1991 e 2004 | Variação demográfica do município entre 1991 e 2004 |
| --------------------------------------------------- | --------------------------------------------------- | --------------------------------------------------- | --------------------------------------------------- |
| 1991                                                | 1996                                                | 2001                                                | 2004                                                |
| 2005                                                | 1937                                                | 1962                                                | 1995                                                |

## Equipamentos
- Cemitério Municipal de Monturque - Construído em 1885, é o único em Espanha com uma zona arqueológica declarada Bem de Interesse Cultural[2].